# جبل ربع العين
جبل ربع العين جبل يقع بجنوب شرقي الوطن القبلي بالجمهورية التونسية، شمال مدينة الحمامات. يبلغ ارتفاعه 328 م.